# アウトストラーダ A12
アウトストラーダ A12はティレニア海沿岸を経由して最終的にはジェノヴァとローマを接続する予定のイタリアの高速道路であり、アウトストラーダ・アッズッラとしても知られている。現在は、ジェノヴァとサン・ピエトロ・イン・パラッツィの間およびローマとタルクイーニアの間が開通している。

## 歴史
アウトストラーダ A12は部分的に徐々に開通してきた。
| 日付       | 区間                                                                        | 距離   |
| ---------- | --------------------------------------------------------------------------- | ------ |
| 1965/12/15 | レッコ-ラパッロ                                                             | 5.6km  |
| 1966/12/18 | ジェノヴァ・ネルヴィ-レッコ                                                 | 11.3km |
| 1967/06/11 | ヴィアレッジョ-ピサ北                                                       | 16.9km |
| 1967/12/18 | A7とのジャンクション-ジェノヴァ・ネルヴィ                                   | 11.5km |
| 1968/10/27 | ラパッロ-キアーヴァリ                                                       | 9.9km  |
| 1969/03/01 | ラヴァーニャ-セストリ・レヴァンテ                                           | 7.6km  |
| 1969/07/09 | ブルニャート・ボルゲット・ヴァーラ-カッラーラ                               | 34km   |
| 1969/08/02 | キアーヴァリ-ラヴァーニャ                                                   | 2.8km  |
| 1970/07/31 | ジェノヴァ東出入口                                                          |        |
| 1971/03/18 | セストリ・レヴァンテ-ブルニャート・ボルゲット・ヴァーラ                     | 27km   |
| 1975/01/07 | フォルノーラ分岐-ラ・スペツィア                                             |        |
| 1975/01/07 | カッラーラ-リヴォルノ                                                       | 63km   |
| 1993/07/03 | リヴォルノ-ロジニャーノ・マリッティモ                                       | 35km   |
| 2012/06/08 | ロジニャーノ・マリッティモ-北区間の南終点(サン・ピエトロ・イン・パラッツィ) | 4.5km  |
| 2016/04/01 | チヴィタヴェッキア北-南区間の北終点(タルクイーニア)                         | 14.6km |

1981年8月7日にアウトストラーデ・イタリアとリグーレ・トスカーナ高速道路会社(SALT)の管轄区間を分けていたセストリ・レヴァンテの本線料金所が廃止された。また、1980年代には、後にカッローダノ-レヴァントと改名されるカッローダノ料金所が開設された。
もともとはほかの部分とは関係なくA16と分類されていたローマ-チヴィタヴェッキア区間は、1967年1月31日に5年の工事の後に開通した。2015年7月17日にミニョーネ川の橋までの4km延伸部が開通した。2015年7月31日にその先タルクイーニアまでの10.5kmが制限速度60km/hで暫定的に開通した。2016年3月22日にチヴィタヴェッキア・ポルトとタルクイーニアの区間が暫定開通(元からあったSS1ヴィア・アウレリアをアウトストラーダとして適用)し、同年4月1日に最終的に開通した。2016年4月2日から、チヴィタヴェッキア・ポルトとタルクイーニアの区間の制限速度が130km/hに引き上げられた。

## 現在の状況

### ジェノヴァ-ピサ区間

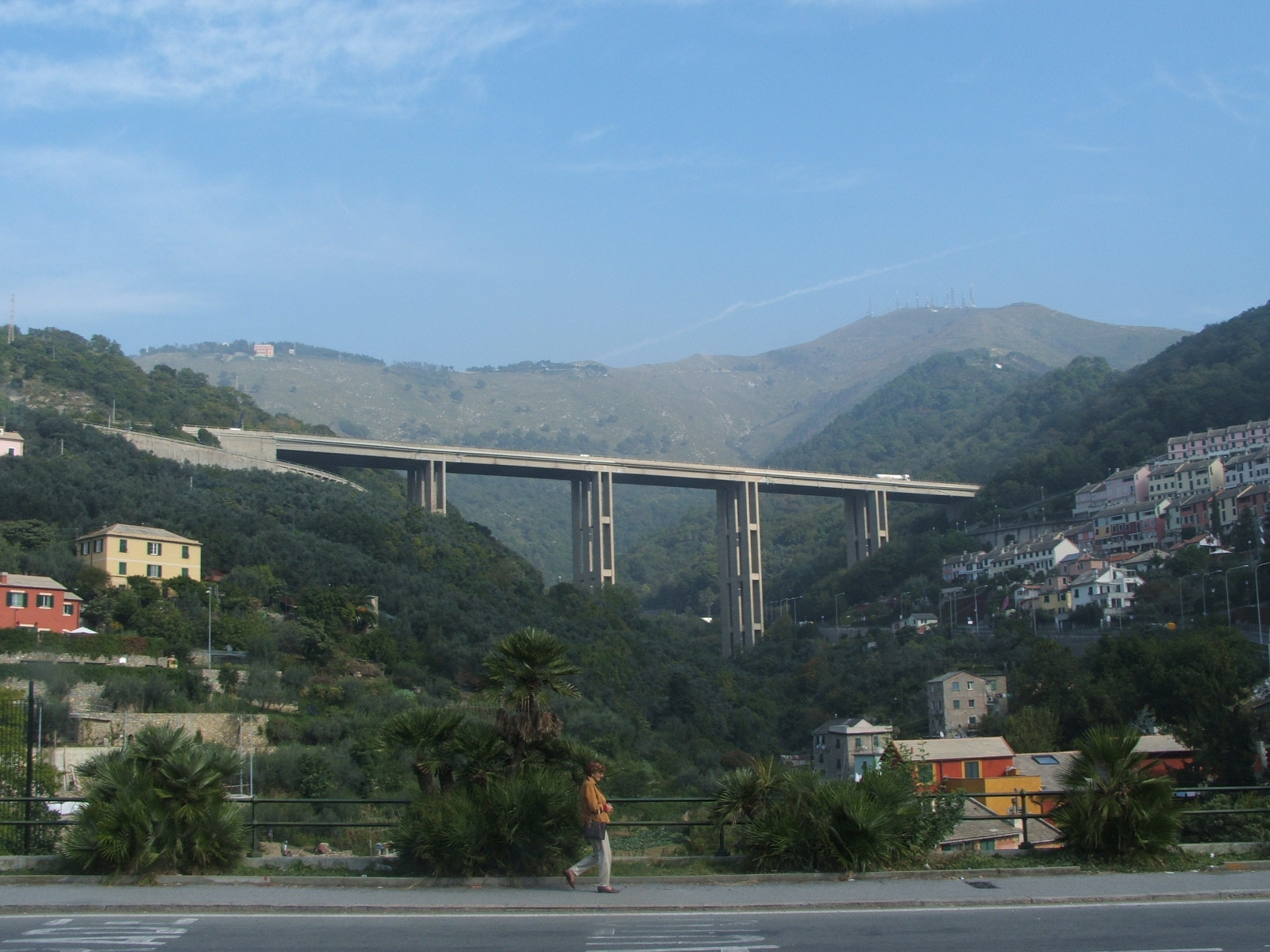
A12ジェノヴァ・ネルヴィ料金所近くの高架橋

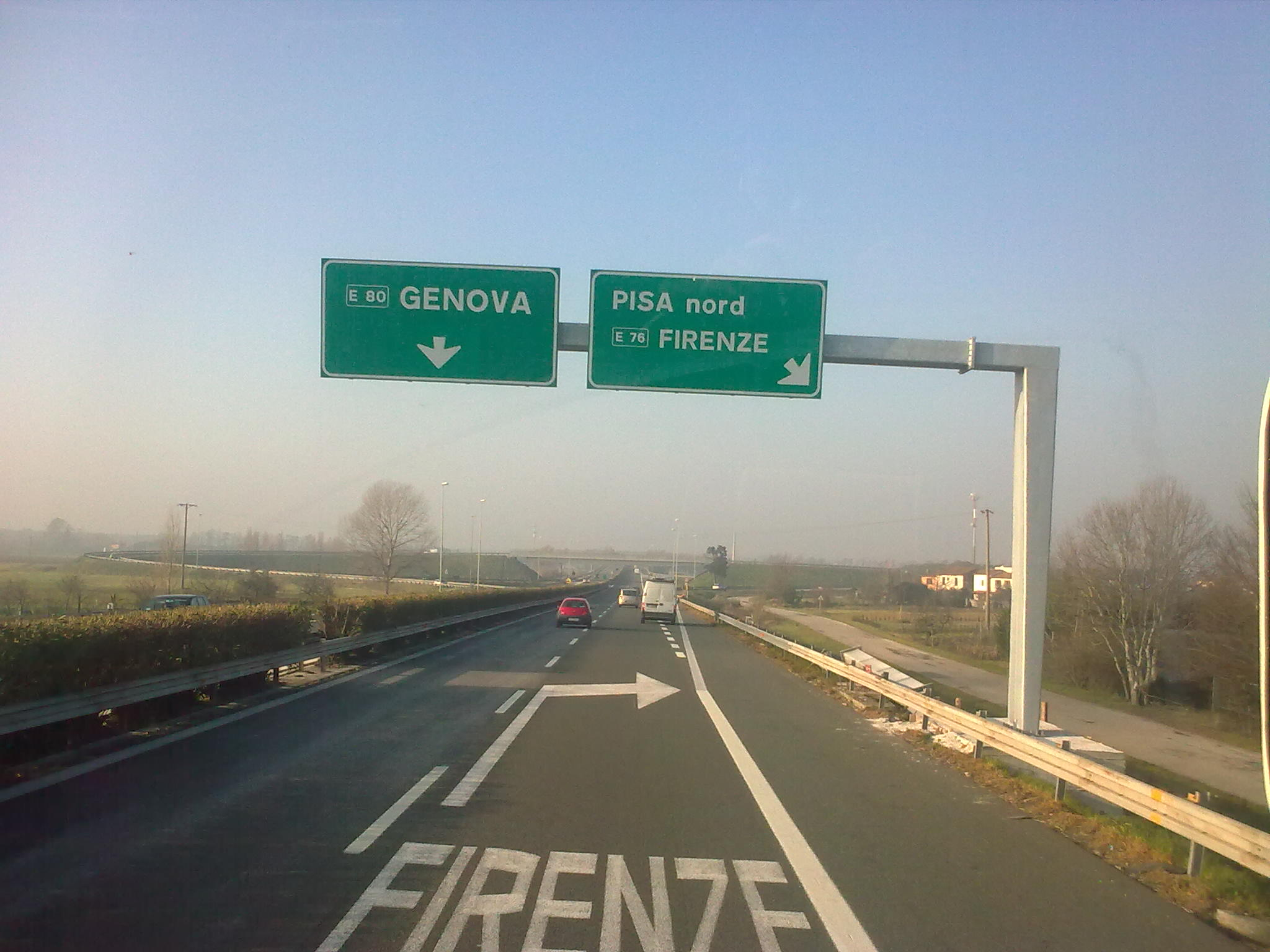
151km地点ジェノヴァ方面のA11とのジャンクション

ジェノヴァのすぐ北のアウトストラーダ A7から始まり、一連のトンネルと高架橋で居住地を通過する。それから、ジェノヴァ東、ジェノヴァ-ネルヴィ、レッコ、ラパッロ、キアーヴァリ、ラヴァーニャ、セストリ・レヴァンテといった出入口を経由し、リヴィエラ・ディ・レヴァンテ(リグーリア東海岸)の途中まで走る。ここで海岸から離れ、アウトストラーダ A15と交差するラ・スペツィアに向かうためにヴァル・ディ・ヴァーラに入る。
トスカーナ州に入り、海岸に沿ってカッラーラ、マッサ、ヴェルシリア、ヴィアレッジョを通る。A11/A12接続路とのジャンクション、そして、A11とのジャンクションを経てピサに入る。

### ピサ-リヴォルノ-サン・ピエトロ・イン・パラッツィ区間
スターニョの入口に到着すると、そこからリヴォルノに向かうヴァリアンテ・アウレリア(SS1)がつながっている。その先では、フィレンツェ-ピサ-リヴォルノ高速道路とのジャンクションもある。その後、少し内陸部に向かい、前述のフィレンツェ-ピサ-リヴォルノ高速道路と接続するコッレサルヴェッティを通り、ロジニャーノ料金所の後、チェーチナ出入口の手前2km地点でアウトストラーダは終わっている。
運営する会社は、ジェノヴァとセストリ・レヴァンテの区間はアウトストラーデ・イタリア、その先リヴォルノまではSALT、そしてリヴォルノとサン・ピエトロ・イン・パラッツィの短い区間はSATである。

### タルクイーニア-ローマ区間
当初はA16に分類されていたローマからチヴィタヴェッキアまでの区間は、1966年12月に開通し、翌年の1月18日にジュリオ・アンドレオッティ、ジョルジョ・ボー、ジャコモ・マンチーニの各大臣の立会いのもとに開通式が行われた。
A91ローマ-フィウミチーノから曲がり、レオナルド・ダ・ヴィンチ国際空港の滑走路の隣をフレジェーネまで走る。その先の出入り口は、トリンピエートラ、チェルヴェーテリ-ラディスポリ、サンタ・マリネッラ-サンタ・セヴェーラ、チヴィタヴェッキア(南と北)、チヴィタヴェッキア・ポルト、モンテ・ロマーノ、タルクイーニア、である。アウトストラーダはタルクイーニアの北で終わるが、SS1ヴィア・アウレリアとして続いている。

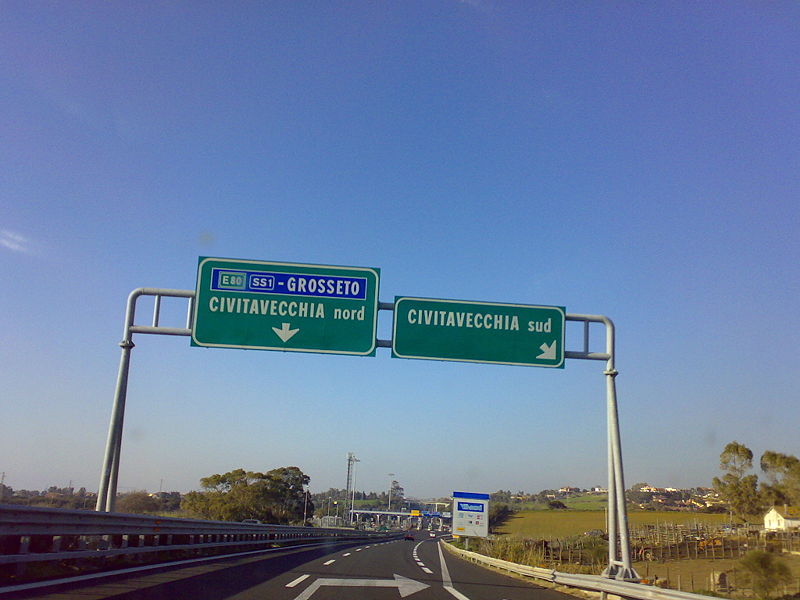
チヴィタヴェッキア南出口(SS1アウレリア方面)

この区間はもともとはA16という別の番号を持っていたが、後日ジェノヴァ-ロジニャーノ・マリッティモ区間と一緒にティレニア海のアウトストラーダの一部にすると見直された。A16はアウトストラーダ・デイ・ドゥエ・マーリとして知られるアウトストラーダ ナポリ-カノーザに使われた。
ローマ-チヴィタヴェッキア・ポルト区間はアウトストラーデ・イタリアにより管理されており、残りのチヴィタヴェッキア・ポルト-タルクイーニア区間はSATにより管理されている。
現在ローマ-チヴィタヴェッキア区間はアウトストラーデ・イタリア内部ではA92という番号にも分類されている。しかしそのような分類番号は案内標識にもオーバーパス特定標識にも示されていない。
この区間に関する特殊性は無料区間にある。他のアウトストラーダにも無料区間はあるが、通常は道路の最初か最後の部分だけである。この区間には、ローマ西本線料金所とチヴィタヴェッキア南本線料金所の間にサンタ・セヴェーラ-サンタ・マリナッラとチェルヴェテリ-ラディスポーリの2カ所の料金所のない出入口がある。したがって、このふたつの出入口の間は無料で行き来することができる。更に、チヴィタヴェッキア北出入口の料金所は2009年1月に解体されるまで一度も料金徴収をしていなかった。その結果、タルクイーニア、モンテ・ロマーノ、チヴィタヴェッキア・ポルト、チヴィタヴェッキア北の4つの出入口の間も無料で行き来することができる。

### サン・ピエトロ・イン・パラッツィ-タルクィーニア区間
この区間は現時点ではアウトストラーダではなく、計画中・建設中の状況を記載している。
現在アウトストラーダが開通していない、サン・ピエトロ・イン・パラッツィとタルクィーニア間の接続は、グロッセートまでの北半分は片側2車線の高速国道であるヴァリアンテ・アウレリアを、そして、グロッセートからタルクイーニアまでの南半分は平面交差点と並木道があり、市街地を通り抜けるヴィア・アウレリアを使う必要がある。CIPE(経済計画省庁間委員会)は幾度かプロジェクトを開始したが、関係者により妨げられてきた。
2009年12月15日にロジニャーノ・マリッティモとサン・ピエトロ・イン・パラッツィの区間のチヴィタヴェッキア方面約4kmの最初のロットの建設現場が開設され、2012年に完成した。
2011年6月27日に最初の1.5kmとロジニャーノの本線料金所が開通した。この部分の開通により、ヴァリアンテ・アウレリアからA12へロジニャーノ出入口を経由せずに直接入ることができるようになった。
2011年5月6日にCIPEはチヴィタヴェッキア・ポルトとタルクイーニアの16.5kmの区間の工事を承認した。その工事は、2011年10月に始まった現在のSS1アウレリアの道路拡張であり、パヴィメンタルによるものである。チヴィタヴェッキア・ポルトとミニョーネ川にかかる橋までの最初の4kmは、2015年7月17日に供用開始された。この区間全体は2016年4月1日から運用されている。
2013年9月27日に、CIPEはロット2、3、5A、6Bを含む、残りのタルクイーニアとサン・ピエトロ・イン・パラッツィの区間の最終プロジェクトを、20億ユーロの民間資金を利用することで承認した。
2015年5月13日に、この経路を完成させるための書類に署名された。サン・ピエトロ・イン・パラッツィからグロッセートまでの北の部分は、ヴァリアンテ・アウレリアを拡張する計画であった。一方、グロッセートからチヴィタヴェッキアまでの南の部分は、SS1アウレリアと可能な限り重なるように配置された。このアウトストラーダは2046年12月31までSAT S.p.A.の管理下に残り、その後、国が37.7億ユーロで買い上げることになっている(CIPE決議 78/2010)。
2019年3月に、CIPEは2018年の予算報告書にて政府のプロジェクトレビューを視野に入れて計画の変更を提示した。サン・ピエトロ・イン・パラッツィからグロッセートまでは、主要郊外道路として残るヴァリアンテ・アウレリアを標準的高速道路基準に適合させる。グロッセートからアンセドニアまでは、全ての平面交差点を廃止し、4車線の自動車専用道化する。そして、アンセドニアからタルクイーニアまでは、現存の道路には手を加えず、新たにアウトストラーダを最初から建設する。この工事全体の費用は2.7億ユーロと推定される。

## 行程

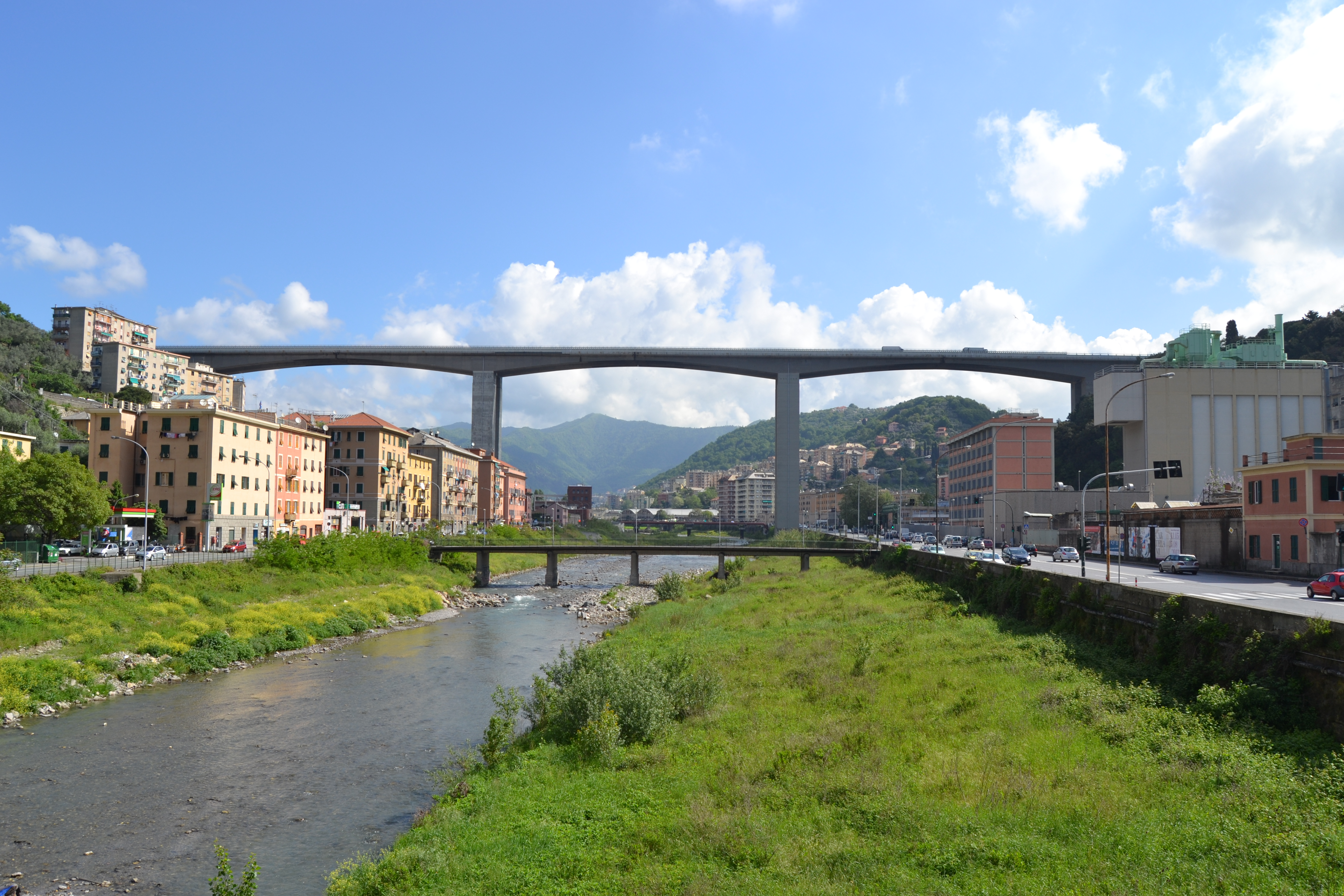
ビザーニョ高架橋

注:黄色部分は計画
| GENOVA - ROMA Autostrada Azzurra | |       |       |       |                |
| 種別                             | 方面 | ↓km↓  | ↑km↑  | 地域  | 欧州自動車道路 |
|                                  | Milano - Genova Ovest Ventimiglia | 0     |       | GE    |                |
|                                  | Genova Est | 4.2   |       | GE    |                |
|                                  | "Priaruggia"パーキングエリア |       |       | GE    |                |
|                                  | Genova Nervi | 11.5  |       | GE    |                |
|                                  | "Sant'Ilario"サービスエリア | 14.5  |       | GE    |                |
|                                  | "Rupanego"パーキングエリア |       |       | GE    |                |
|                                  | Recco | 22.8  |       | GE    |                |
|                                  | "Poggio"パーキングエリア | 24.3  |       | GE    |                |
|                                  | "Caravaggio"パーキングエリア | 26.4  |       | GE    |                |
|                                  | Rapallo | 28.4  |       | GE    |                |
|                                  | "Campodonico"パーキングエリア |       |       | GE    |                |
|                                  | Chiavari | 38.3  |       | GE    |                |
|                                  | Lavagna | 41.1  |       | GE    |                |
|                                  | Sestri Levante | 48.7  |       | GE    |                |
|                                  | "Riviera"サービスエリア | 48.8  |       | GE    |                |
|                                  | Deiva Marina | 60.5  |       | SP    |                |
|                                  | Carrodano - Levanto | 70.1  |       | SP    |                |
|                                  | Brugnato - Borghetto Vara | 75.8  |       | SP    |                |
|                                  | "Brugnato"サービスエリア | 76.8  |       | SP    |                |
|                                  | Albiano Magra - Ceparana | 93.0  |       | SP    |                |
|                                  | La Spezia - Parma Porto della Spezia Santo Stefano di Magra Parco nazionale delle Cinque Terre Porto Venere - Lerici                    | 94.4  |       | SP    |                |
|                                  | "Magra"サービスエリア | 96.5  |       | SP    |                |
|                                  | Sarzana | 101.6 |       | SP    |                |
|                                  | "Luni"パーキングエリア | 108.5 |       | MS    |                |
|                                  | Carrara | 110.0 |       | MS    |                |
|                                  | Massa | 116.4 |       | MS    |                |
|                                  | Versilia | 127.9 |       | LU    |                |
|                                  | "Versilia"サービスエリア | 131.2 |       | LU    |                |
|                                  | Lucca - Firenze Viareggio | 135.7 |       | LU    |                |
|                                  | Firenze Pisa nord | 151.0 |       | PI    |                |
|                                  | Pisa Centro SGC FI-PI-LI G. Galilei | 161.6 |       | PI    |                |
|                                  | "Castagnolo"サービスエリア | 163.5 |       | PI    |                |
|                                  | Livorno Porto SGC Variante Aurelia SGC FI-PI-LI                                                                                         | 170.7 |       | PI    |                |
|                                  | Collesalvetti SGC FI-PI-LI | 177.8 |       | LI    |                |
|                                  | "Savalano"サービスエリア | 196.0 |       | LI    |                |
|                                  | "Fine"サービスエリア | 200.1 |       | LI    |                |
|                                  | Rosignano Marittimo SGC Variante Aurelia Livorno                                                                                        | 205.9 |       | LI    |                |
|                                  | Rosignano本線料金所 | 206.9 |       | LI    |                |
|                                  | アウトストラーダ区間終点 | 210.0 |       | LI    |                |
|                                  | Cecina Nord |       | 251.4 | LI    |                |
|                                  | Cecina Centro di Val di Cecina Volterra                                                                                                 |       |       | LI    |                |
|                                  | Cecina Sud - La California |       |       | LI    |                |
|                                  | Castagneto - Donoratico |       |       | LI    |                |
|                                  | San Vincenzo nord |       |       | LI    |                |
|                                  | San Vincenzo sud |       |       | LI    |                |
|                                  | "Venturina"サービスエリア |       |       | LI    |                |
|                                  | Venturina - Piombino Via Val di Cornia Piombino Porto di Piombino Isola d'ElbaとArcipelago Toscanoへのフェリー Stabilimenti siderurgici |       |       | LI    |                |
|                                  | "Campiglia"サービスエリア |       |       | LI    |                |
|                                  | Vignale Riotorto |       |       | LI    |                |
|                                  | Follonica nord |       |       | GR    |                |
|                                  | Follonica est - Massa Marittima |       |       | GR    |                |
|                                  | Scarlino |       | 189   | GR    |                |
|                                  | Gavorrano |       |       | GR    |                |
|                                  | Gavorrano scalo |       |       | GR    |                |
|                                  | Giuncarico |       |       | GR    |                |
|                                  | Braccagni |       |       | GR    |                |
|                                  | "Braccagni"サービスエリア |       |       | GR    |                |
|                                  | "Grosseto"サービスエリア |       |       | GR    |                |
|                                  | Grosseto nord |       |       | GR    |                |
|                                  | Grosseto Roselle di Paganico Siena Raccordo Firenze-Siena Sinalunga Milano-Napoli Perugia                                               |       |       | GR    |                |
|                                  | Grosseto Est Zona industriale |       |       | GR    |                |
|                                  | Grosseto sud |       |       | GR    |                |
|                                  | "Rispescia"サービスエリア |       |       | GR    |                |
|                                  | Fonteblanda |       |       | GR    |                |
|                                  | Fonteblanda本線料金所 |       |       | GR    |                |
|                                  | "Capalbio Ovest"サービスエリア |       |       | GR    |                |
|                                  | Capalbio |       |       | GR    |                |
|                                  | "Capalbio Est"サービスエリア |       |       | GR    |                |
|                                  | Capalbio本線料金所 |       |       | VT    |                |
|                                  | Pescia Romana |       | 105.3 | VT    |                |
|                                  | Enel Centrale Alessandro Volta |       |       | VT    |                |
|                                  | Montalto di Castro |       |       | VT    |                |
|                                  | Riva dei Tarquinia |       |       | VT    |                |
|                                  | Tarquinia本線料金所 |       | 77.8  | VT    |                |
|                                  | アウトストラーダ区間始点 |       | 76.3  | VT    |                |
|                                  | Tarquinia |       |       | VT    |                |
|                                  | Monte Romano Orte-Viterbo Milano-Napoli Terni-Cesena-Ravenna                                                                            |       | 70.5  | VT    |                |
|                                  | "Mignone"パーキングエリア |       | 68.5  | VT    |                |
|                                  | "Corneto"サービスエリア |       | 65.8  | VT    |                |
|                                  | Civitavecchia Porto Via Aurelia |       | 65.1  | VT/RM |                |
|                                  | Area di servizio "Tolfa" ローマ方面廃止                                                                                                 |       | 59.5  | RM    |                |
|                                  | Civitavecchia Nord Porto |       | 57.5  | RM    |                |
|                                  | "S. Liborio"パーキングエリア |       | 57.2  | RM    |                |
|                                  | Aurelia本線料金所 |       | 52.3  | RM    |                |
|                                  | Civitavecchia Sud |       | 52.2  | RM    |                |
|                                  | "Belvedere"パーキングエリア |       | 44.2  | RM    |                |
|                                  | Santa Marinella - Santa Severa |       | 41.1  | RM    |                |
|                                  | "Tirreno"サービスエリア |       | 39.2  | RM    |                |
|                                  | "Alberobello"パーキングエリア |       | 36.5  | RM    |                |
|                                  | Cerveteri - Ladispoli |       | 27.9  | RM    |                |
|                                  | "Il Pineto"パーキングエリア |       | 20.5  | RM    |                |
|                                  | Torrimpietra Via Aurelia Firenze Grande Raccordo Anulare                                                                                |       | 14.9  | RM    |                |
|                                  | Roma Ovest本線料金所 |       | 11.6  | RM    |                |
|                                  | Maccarese - Fregene |       | 11.3  | RM    |                |
|                                  | "Arrone"サービスエリア |       | 8.5   | RM    |                |
|                                  | Roma - Fiumicino Napoli Grande Raccordo Anulare                                                                                         |       | 0     | RM    |                |

## A11/A12接続路
A11/A12接続路は1973年に供用開始した延長18kmの短い高速道路である。この道路はフィレンツェとジェノヴァをより短時間で接続することを目的としている。
この接続路は2車線の上下線分離道路であり、緊急車線はない。道路の案内標識は背景が緑色であり高速道路の開始と終了の標識がある。制限速度は全線110km/hである。
2007年にこの接続路とアウトストラーダ A12をヴィアレッジョ料金所を通らずに接続する新たなランプが開設された。このランプ、および、A11からこの接続路に分岐する部分にあったルッカ西本線料金所が廃止されたことにより、この接続路を使う経路から料金所がなくなり、無停止での通行が可能になった。
1999年10月29日の政令n.461はこの接続路をA11/A12と類別したが、オーバーパス特定標識上の道路名はA11になっている。
この部分は、ASTMグループのリグーレ・トスカーナ高速道路会社により管理されている。
| A11/A12 LUCCA OVEST - VIAREGGIO |                              |      |      |      |
| 種別                            | 方面                         | ↓km↓ | ↑km↑ | 地域 |
|                                 | Firenze-Pisa                 | 0.0  | 18.2 | LU   |
|                                 | Lucca Ovest                  | 0.7  | 17.5 | LU   |
|                                 | "Monte Quiesa"サービスエリア | 9.7  | 8.5  | LU   |
|                                 | Massarosa                    | 12.0 | 6.2  | LU   |
|                                 | Genova - Roma                | 18.0 | 0.2  | LU   |
|                                 | Viareggio                    | 18.2 | 0.0  | LU   |

## A12リヴォルノ分岐路
A12のリヴォルノ分岐路はリヴォルノ出口から始まる延長4.5kmの高速道路である。この短い区間で最初にフィレンツェ-ピサ-リヴォルノ高速道路と接続しその後スターニョでヴァリアンテ・アウレリアに合流する。
| A12 Livorno |                         |      |      |      |
| 種別        | 方面                    | ↓km↓ | ↑km↑ | 地域 |
|             | Genova-Rosignano        | 0.0  |      | PI   |
|             | Livorno本線料金所       | 0.8  |      | PI   |
|             | Via Aurelia Stagno Nord | 1.3  |      | PI   |
|             | SGC FI-PI-LI Stagno Sud | 3.8  |      | LI   |
|             | Variante Aurelia        | 4.5  |      | LI   |

## ラッコルド・アウトストラダーレ・ディ・ピサ
リグーレ・トスカーナ高速道路会社(SALT)が管理するこの道路は、公式な名称を持っておらずラッコルド・アウトストラダーレの一覧に載っていない。この道路は、ピサ西出入口で、フィレンツェ-ピサ-リヴォルノ高速道路に道なりに接続している。道路延長は2.8kmであり、ピサ中央料金所を経由してA12に接続する。この経路上には、サン・ピエーロ・ア・グラード及びピサ海岸につながる出入口があるのみであり、この出口から3kmもある片側1車線のランプを進むとサン・ピエーロ・ア・グラードの町に到達する。
道路構成は片側2車線であり、緊急車線はない。道路の案内標識は緑色であり、高速道路の開始と終了の標識がある。オーバーパス特定標識はこの道路がアウトストラーダであることを示しており、A12としての連番を表示している。一方、道路の距離表示はフィレンツェ-ピサ-リヴォルノ高速道路の距離の続きになっている。
この道路の制限速度は110km/hである。
| Raccordo A12 - FI-PI-LI |                                               |      |      |      |
| 種別                    | 方面                                          | ↓km↓ | ↑km↑ | 地域 |
|                         | SGC Pisa-Firenze Pisa centro                  | 76.0 | 2.8  | PI   |
|                         | Marina di Pisa-Tirrenia Mare Porto Camp Darby | 78.5 | 0.3  | PI   |
|                         | Pisa Centro本線料金所                         | 78.8 | 0.0  | PI   |
|                         | Genova - Livorno                              | 78.8 | 0.0  | PI   |

## 工事と計画
今後数年間で、サント・ステファーノ・ディ・マグラとヴィアレッジョの区間で約45kmの区間での双方向動的3車線化が計画されている。
2019年5月18日にアウトストラーダのパーキングエリアからルーニ遺跡への接続を容易にするための歩道橋が設置された。